# スイマガ
スイマガは、日本の携帯電話向けの無料のメールマガジンスタンド。GMOモバイル株式会社が運営している。
スイマガは元々｢Sweetマガジン｣という名前だったが、多数のユーザーからスイマガと親しまれているため、2010年6月28日より名称変更されている。

## 特徴
日本の携帯電話のみの対応
スイマガを購読する際も配信する際も日本の携帯電話のメールアドレスが必要である。なお、携帯電話で読者認証をした後はパソコンで配信することもできる。
3キャリア絵文字対応
日本で初めて3キャリアの絵文字に完全対応したと言われている。ただし、キャリア間の機種依存問題で一部対応していないので配慮が必要。例えばauのユーザが黄色いハートの絵文字を使ったらDoCoMoでは読み込めない、という具合。
カテゴリ別メルマガ検索
検索ワードでメルマガを検索をすることもできるが、カテゴリ別で人気のメルマガや最新のメルマガ、人気急上昇のメルマガを探すこともできる。
無料
スイマガを利用するにあたって完全に無料。スポンサーの広告費で無料運営が出来ている。
配信形式
配信形式は通常のテキスト形式とHTML形式(サイト上では｢デコメール形式｣)を選択でき、HTML形式では約9.76KBまでのテキストや画像をau、DoCoMoに配信することが出来る。前述の9.76KBは、両キャリアともHTMLメール非対応端末向けに任意に編集できるText Partを含み、DoCoMoのみ画像のサイズも含む。auでは画像のサイズは含まない。
配信タイミング
｢即時配信｣と｢予約配信｣の2種類がある。即時配信では、サーバの準備が整い次第すぐに配信される。ただし、深夜0時になる数分前から朝6時までこのオプションを設定したら、朝6時に配信が開始される。予約配信では、10分刻みで何時何分から配信を始めるかを指定できる。日付指定もできる。但し、8時～23時50分の範囲内に限る。いずれも、読者にメルマガが届くまで数分程度のタイムラグは発生する。
プライバシー
メルマガの検索リストから非公開にしたり、購読する際にパスワードを必須にするといった機能で特定の人にだけ購読させる設定も出来る。
共有
1人で複数のマガジンを配信したり、或いは1つのマガジンを複数人で共同で配信することもできる。
キャッシュバック
読者が1000人以上で、口座を登録していれば、その月のレートと配信回数・読者数によってキャッシュバックを受けることができる。
ジャニーズ中心？
スイマガで配信されているマガジンはジャニーズ関連が中心と言われている。

## 沿革
すべて、スイマガのお知らせより引用している。

### 2006年
- 5月15日、ガルマガの進化版としてスイマガが誕生した。
- 6月21日(?)、週刊スイマガの配信が開始される。
- 7月21日、配信者がお小遣い稼ぎをできるキャッシュバックプログラムを開始。
- 9月28日、絵文字付き配信に対応。

### 2007年
- 10月26日、メルマガを購読したり解除するときに送られるメールに読者のメッセージを付けるのに対応。
- 11月15日、公式メルマガ｢週刊スイマガ｣で実施されたリアル小説大賞作品｢天国への手紙｣｢お母さんへのメッセージ｣が単行本として発売。表紙に｢MOBILE NOVELS｣と大きく書いてある。
- 12月5日、パスワード付きのメールマガジン発行に対応。
- 12月7日、Bmailのサービスと連携。連携したユーザのブログの更新情報がメルマガにもなるようになった。
- 12月12日、DoCoMo(FOMA)限定で動画投稿機能を追加。

### 2008年
- 3月24日、ディズニーモバイルの端末に対応。
- 6月3日、リニューアル。一部非対応だったSoftBankの端末に対し完全対応した。
- 7月31日、DoCoMo(FOMA)限定で対応していた動画投稿機能を廃止。
- 11月20日より、この日付から新しいメルマガを購読する際、1回だけ読者認証が行われることになった。
- 12月1日より、廃刊後3年経過したメルマガと3年間一度も配信されていないメルマガを削除することに。データが膨大になったことでサーバに負担が掛かったことによる。

### 2009年
- 1月30日、2008年12月1日に出会い系規制法が改正されたのを受け、｢募集ジャンル｣を廃止した。
- 6月30日、ベータ機能になっていた｢発行者検索｣が正式版になった。
- 8月7日、読者クリーニングを毎週火曜日行っていたものを毎日行うことにした。

### 2010年
- 6月、この月に限りキャッシュバックの支払いの最低額が3,000円から1,500円になった。
- 6月28日、｢Sweetマガジン｣という名前から多くのユーザに親しまれている｢スイマガ｣というサービス名称にリニューアル。
- 7月1日、このサービスを運営を行っていた株式会社ゆめみは、サービスをGMOモバイル株式会社に移管[3]。
- 7月1日、au端末へのデコレーションメール配信をリリース。